# Грессенберг
Грессенберг (нем. Gressenberg) — коммуна (нем. Gemeinde) в Австрии, в федеральной земле Штирия. 
Входит в состав округа Дойчландсберг.  Население составляет 339 человек (на 31 декабря 2005 года). Занимает площадь 34,78 км². Официальный код  —  6 03 11.

## Политическая ситуация
Бургомистр коммуны — Штефан Гег (АНП) по результатам выборов 2005 года.
Совет представителей коммуны (нем. Gemeinderat) состоит из 9 мест.
- СДПА занимает 4 места.
- АНП занимает 3 места.
- АПС занимает 2 места.